# Team Secret
 Team Secret là một đội thể thao điện tử quốc tế được thành lập vào năm 2014, trong đó họ nổi tiếng nhất với bộ môn Dota 2.
Vào tháng 3 năm 2016, Team Secret đã thành lập một đội nữ Counter-Strike: Global Offensive. Tháng 4 năm 2016, họ cũng tham gia vào bộ môn Street Fighter với Lee "Poongko" Chung-Gon là thành viên đầu tiên, đồng thời ký hợp đồng với Otto "Silent Wolf" Bisno với tư cách là Super Smash Bros. Người chơi cận chiến. Tháng 7 năm 2018, Team Secret tham gia các giải đấu chuyên nghiệp bộ môn Age of Empires 2 sau khi có được các thành viên chủ chốt từ Team TyRanT. Vào tháng 8 năm 2018, Team Secret cũng đánh dấu sự tham gia Rainbow Six Siege Pro League bằng cách ký hợp đồng với Team IDK.

## Lịch sử

### 2014
Ngày 27 tháng 7 năm 2014, hai thành viên BigDaddy và Fly xác nhận rời Fnatic.  vào ngày 3 tháng 8 năm 2014, s4 rời team Alliance. Một số tin đồn về việc thành lập một đội hình toàn siêu sao bắt đầu xuất hiện trên Reddit. Sau đó, Na`Vi thông báo trên trang web của mình rằng họ cho phép Puppey và KuroKy rời team. Vào ngày 27 tháng 8 năm 2014, Team Secret đã được thành lập với 5 thành viên này và chính thức ra mắt trong trận đấu với Alliance.

### 2015
Sau khi giữ vị trí thứ hai trong Star-Ladder Series 10, Team đã thông báo trên Twitter và trang web của mình về sự ra đi của Fly và BigDaddy Notail, thay thế cho họ là zai và Arteezy.
Team Secret có được vị trí thứ ba tại giải Dota 2 Asia Championships  sau khi để thua trước Vici Gaming và EG. Sau giải này, Team Secret vẫn giữ nguyên đội hình nhưng thay đổi nhiều về lối chơi, cụ thể là Puppey nhường lại vai trò leader cho S4 đồng thời luân chuyển Arteezy xuống safe lane và để S4 đi mid. Thay đổi này đã mang lại thành công với 5 chức vô địch các giải Lan lớn sau đó
Bước vào kỳ The International 2015, họ được nhiều người hâm mộ coi là ứng cử viên nặng ký cho ngôi vô địch, nhưng sau đó chỉ kết thúc ở vị trí 7-8, một thành tích rất đáng thất vọng. Đội sau đó thông báo rằng sẽ có thay đổi lớn trong đội hình, khởi đầu bằng việc 2 thành viên Arteezy và KuroKy mâu thuẫn với nhau và cả hai người cùng rời đội. Arteezy quay trở lại team cũ của mình là Evil Geniuses còn KuroKy thành lập team 5Jungz. Vào ngày 15 tháng 8, team thông báo rằng Zai sẽ tạm nghỉ hết năm sau để hoàn thành việc học. Sau đó, s4 cũng quyết định rời đi và quay trở lại Alliance.
Để chuẩn bị cho Frankfurt Major, đội hình mới đã được công bố với các thành viên EternalEnVy, w33, Misery, Puppey và pieliedie.

### 2016
Trong giải Major Thượng Hải, Team Secret đã vượt qua vòng bảng và tiến vào nhánh thắng ở vòng playoff, sau đó đánh bại nhà vô địch Frankfurt Major: OG và team Evil Geniuses ở vòng hai cùng với tỷ số 2-1. Họ sau đó gặp và đánh bại Team Liquid của thành viên cũ Kuroky 2-0 trong trận chung kết nhánh thắng đồng thời tiến vào trận chung kết tổng Major's Grand Final 
Ngày 6 tháng 3, Team Secret gặp lại Team Liquid một lần nữa trong trận chung kết tổng - một trận đấu hay nhất trong năm - với 1,1 triệu đô la Mỹ tiền thưởng. Kết quả Team Secret đã giành chiến thắng trận đấu đó với tỷ số 3-1 và lên ngôi vô địch.
Ngày 22 tháng 3, Team Secret đã thông báo rằng Artour "Arteezy" Babaev và Saahil "Universe" Arora sẽ thay thế w33 và MiSeRy.
Ngày 6 tháng 6, sau thất bại thảm hại tại Manila Major, Saahil "UNiVeRsE" Arora rời team chỉ sau 3 tháng và Kanishka "BuLba" Sosale là người thay thế.  Đội hình này thi đấu không thành công tại The International 2016 và 3 thành viên EternalEnVy, Arteezy cùng với BuLba rời team sau đó.
Vào ngày 27 tháng 8, Secret đã công bố một đội hình hoàn toàn mới, bao gồm các game thủ châu Á Pyo "MP" No-a, Yeik "MidOne" Nai Zheng và Lee "Forev" Sang-don kết hợp với bộ đôi support cũ là Johan "pieliedie" Åström và Clement "Puppey" Ivanov.
Vào ngày 6 tháng 11, Forev rời team và người thay thế anh trong mùa giải là offlaner người Đức Maurice "KheZu" Gutmann.

### 2017
Sau khi không giành được thành tích nào trong các giải đấu lớn, đặc biệt là bị loại ngay ở vòng đầu tiên của Kiev Major bởi team chiếu dưới là SG-esports, Team Secret đã thay thế pieliedie bằng Yazied "YapzOr" Jaradat, đồng thời Puppey chuyển xuống vị trí support số 5. Mặc dù kết quả đã được cải thiện phần nào, nhưng đó là không đủ cho một mùa giải mờ nhạt, dẫn đến việc Team Secret không giành được vé mời trực tiếp đến The International 2017. Sau khi vượt qua vòng loại khu vực châu Âu, Team Secret đã bị loại khỏi The International 2017 bởi nhà vô địch sau đó là Team Liquid trong loạt BO3 căng thẳng với tỉ số 2-1 và kết thúc giải ở vị trí thứ 9-12. Trong lần thay đổi đội hình sau đó, KheZu và MP đã được thay thế bởi Marcus "Ace" Hoelgaard và Adrian "FATA-" Trinks vào tháng 9 năm 2017. Đội hình mới đã chiến thắng tại DreamLeague season 8 trong hệ thống mùa giải Dota Pro Circuit 2017-2018.

### 2018
Mặc dù đội đã đạt được một số chiến thắng tại các giải đấu nhỏ, họ đã không giành được bất kỳ danh hiệu lớn nào trong năm 2018 và xếp hạng 5-6 tại The International 2018 sau khi bị loại bởi Team Liquid. Ở mùa giải mới Dota Pro Circuit 2018-2019, Team Secret tiếp tục trải qua một sự thay đổi đội hình khác, trong đó Ace và Fata rời đi và thay thế họ là Michał "Nisha" Jankowski và Ludwig "zai" Wåhlberg.

### 2019
Tại Kuala Lumpur Major, Team Secret được coi là một trong những các ứng cử viên vô địch. Sau khi đứng đầu bảng đấu của mình một cách dễ dàng, họ tiếp tục nghiền nát nhánh thắng và chỉ thua 1 game trước Virtus.pro trong trận Chung kết nhánh thắng. Tuy nhiên, không may cho Team Secret, VP đã phục thù thành công trong trận Chung kết tổng BO5 căng thẳng với tỉ số 3-2, cho dù cho Secret đã từng vượt lên dẫn trước 2-1.
Với một vài thay đổi, đội đã giành được chiến thắng trong các giải đấu tiếp theo, đáng chú ý là Trùng Khánh Major và MDL Disneyland® Paris Major. Team Secret lúc này có 14.400 điểm và dẫn đầu trong bảng xếp hạng mùa giải Dota 2 chuyên nghiệp của Valve. Về mặt cá nhân, Puppey cũng được bình chọn là game thủ xuất sắc nhất giải MDL Major. Họ chơi tuyệt hay tại MDL Disneyland® Paris Major và dễ dàng giành chiến thắng ở nhánh trên để đi đến chung kết tổng. Tại đây, họ đã đánh bại team Liquid với tỉ số 3-1.
Dù vậy, tại kỳ The International 2019 họ lại thất bại trước Team Liquid đồng thời ngậm ngùi về vị trí thứ 4, cũng là thành tích tốt nhất của họ tại các kỳ The International. Ngày 30-12, Midone rời team và thay thế cho anh là game thủ MATUMBAMAN, đã rời Team Liquid trước đó.

## Liên Minh Huyền Thoại

### Lịch sử
Đội tuyển Liên Minh Huyền Thoại của Team Secret đã mua lại suất thi đấu tại giải Vietnam Championship Series (VCS) từ đội Lowkey Esports và tham gia thi đấu tại VCS từ năm 2020 cho đến năm 2024, khi VCS trở thành giải đấu hạng hai nhằm chuẩn bị cho việc ra mắt giải League of Legends Championship Pacific (LCP) vào năm 2025. Mặc dù Team Secret không có tên trong danh sách đội tuyển ban đầu tham dự LCP, nhưng vào ngày 6 tháng 12 năm 2024, đã có thông báo rằng Team Whales - đội được mời tham dự LCP - đã được Team Secret mua lại; đội tuyển này hiện có tên là Team Secret Whales.

## Dota 2

### Thành tích đáng chú ý
2014
- Hạng 3 - ESL One New York 2014
- Hạng 2 - StarLadder StarSeries Season 10
- Hạng 3 - The Summit 2
- Vô địch -  XMG Captains Draft 2.0
- Vô địch - Dota Pit League Season 2

2015
- Hạng 3 - Dota 2 Asia Championships 2015
- Vô địch- Red Bull Battle Ground: Dota 2
- Vô địch - Summit 3
- Vô địch-  MarsTV Dota 2 League 2015 Spring
- Vô địch - ESL One Frankfurt 2015
- Hạng 7 - The International 2015
- Hạng 2 - ESL One New York 2015
- Vô địch - MLG World Finals
- Vô địch - Nanyang Dota 2 Championships
- Hạng 2 - Frankfurt Major b

2016
- Vô địch - Shanghai Major
- Hạng 13 - Manila Major
- Hạng 13 - The International 2016
- Hạng 2 - StarLadder i-League StarSeries Season 2
- Vô địch - FACEIT Invitational
- Vô địch - MASTERS ROG 2016

2017
- Hạng 9 - Kiev Major b
- Hạng 3 - EPICENTER 2017
- Hạng 2 - DOTA Summit 7
- Hạng 3 - DreamLeague mùa 7
- Hạng 9 - The International 2017
- Hạng 3 - StarLadder i-League Invitational Season 3
- Hạng 2 - ESL One Hamburg 2017
- Vô địch - DreamLeague Season 8

2018
- Vô địch - Captains Draft 4.0
- Hạng 3 - ESL One Genting 2018
- Hạng 5 - ESL One Katowice 2018
- Hạng 5 - Bucharest Majorb
- Vô địch - DreamLeague mùa 9
- Hạng 9 - Dota 2 Asia Championships 2018b
- Hạng 7 - EPICENTER XL b
- Hạng 5 - MDL Changsha Majorb
- Hạng 4 - China Dota2 Supermajorb
- Hạng 5 - The International 2018
- Vô địch - PVP Esports Championship
- Vô địch - ESL One Hamburg 2018
- Hạng 2 - The Kuala Lumpur Majorb

2019
- Hạng 4- MegaFon Winter Clash
- Hạng 1 - The Chongqing Majorb
- Hạng 1 - ESL One Katowice 2019
- Hạng 4 - DreamLeague mùa 11 b
- Hạng 1 - MDL Disneyland® Paris Major b
- Hạng 1 - ESL One Birmingham 2019
- Hạng 4 -The International 2019

2020
- Hạng 1 - DreamLeague mùa 13 b

a: Hosted by Valve
b: Dota Pro Circuit

## Valorant

### Lịch sử
Team Secret bước vào đấu trường Valorant chuyên nghiệp vào năm 2021 sau khi mua lại đội hình của Bren Esports vào đầu tháng 9. Đội hình này lẽ ra sẽ đại diện cho khu vực Đông Nam Á tham dự giải đấu Masters Berlin 2021 với tư cách là nhà vô địch khu vực, nhưng do tình hình dịch bệnh COVID-19 phức tạp và Philippines thắt chặt lệnh xuất nhập cảnh, dù cho đã có sự can thiệp từ Riot Games nhưng Bren Esports vẫn không thể xin visa và buộc phải rút lui khỏi giải đấu.  Cùng năm đó, họ đã giành quyền tham dự giải đấu Champions Berlin 2021 - giải vô địch thế giới của Valorant trong mùa giải chuyên nghiệp đầu tiên năm 2021 - và kết thúc ở vị trí thứ 8 chung cuộc, sau khi để thua trước Team Acend tại vòng tứ kết. Đến năm 2023, đội đã được Riot Games lựa chọn là một trong những đội nhượng quyền đối tác cho hệ thống giải đấu quốc tế Valorant Champions Tour (VCT) Thái Bình Dương.

## Rainbow Six Siege

### Hình thành
Ngay trước diễn ra Six Major Paris 2018, Team Secret đã ký hợp đồng với Team IDK. Đội hình ban đầu bao gồm Bryan "Elemzje" Tebessi, Ryan "Lacky" Stapley, Leon "LeonGids" Giddens, Matthew "meepeY" Sharples, David "sTiZze" de Castro và Louis "Helbee" làm huấn luyện viên. Tại Paris Major, Team Secret xếp thứ 3-4 sau khi đánh bại OrgLess, FaZe Clan, Team Vitality sau đó thua G2 Esports và nhận được 25.000 đô la.
Vào ngày 17 tháng 2 năm 2020, Joonas "jNSzki" Savolainen ra khỏi nghỉ hưu sau khi rời G2 và sau đó là Mousesports danh sách / Gifu để thay thế Elemzje.
Vào ngày 5 tháng 5, đội hình này đã giải tán 
Vào ngày 13 tháng 5, Team Secret đã ký hợp đồng với OrgLess sau khi họ đủ điều kiện tham gia European League.

### Đội hình hiện tại
| QG                                      | ID     | Tên                   | Vai trò         | Ngày tham gia |
| --------------------------------------- | ------ | --------------------- | --------------- | ------------- |
| Đức                                     | Drvn   | Fynn Lorenzen         | Fragger         | 2020-05-13    |
| Đức                                     | Exp0   | Daniel Massierer      | In-game Leader  | 2020-05-13    |
| Đức                                     | Hife   | Vincent Finkenwirth   | Flex            | 2020-05-13    |
| Đức                                     | KS     | Niklas Massierer      | Flex Support    | 2020-05-13    |
| Đức                                     | Prano  | Kevin Pranowitz       | Captain/Fragger | 2020-05-13    |
| Đức                                     | Lazzo  | Lasse Klie            | Head Coach      | 2020-05-13    |
| Vương quốc Liên hiệp Anh và Bắc Ireland | Omerta | Stefan Saltalamacchia | Huấn luyện viên | 2020-05-13    |
| Vương quốc Liên hiệp Anh và Bắc Ireland | Titan  | William Davie         | Analyst         | 2020-05-13    |

### Đội hình cũ
| QG                                      | ID       | Tên               | Vai trò         | Ngày tham gia | Ngày rời team | Team mới      | Team hiện tại |
| --------------------------------------- | -------- | ----------------- | --------------- | ------------- | ------------- | ------------- | ------------- |
| Vương quốc Liên hiệp Anh và Bắc Ireland | LeonGids | Leon Giddens      | Fragger         | 2018-08-01    | 2020-05-05    | Rogue         | Rogue         |
| Vương quốc Liên hiệp Anh và Bắc Ireland | meepeY   | Matthew Sharples  | IGL/Flex        | 2018-08-01    | 2020-05-05    | eUnited       | eUnited       |
| Phần Lan                                | Fonker   | Aku Seppä         | Flex            | 2019-02-28    | 2020-05-05    | Ex- CR4ZY     | Ex- CR4ZY     |
| Phần Lan                                | jNSzki   | Joonas Savolainen | Support         | 2020/02/17    | 2020-05-05    | Nghỉ hưu      | Nghỉ hưu      |
| Hungary                                 | Blas     | Balázs Kővári     | Flex Support    | 2020-03-31    | 2020-05-05    | LowLandLions  | LowLandLions  |
| Canada                                  | Helbee   | Cục Louis         | Coach           | 2018-08-01    | 2020-05-05    | Team Vitality | Team Vitality |
| Phần Lan                                | r0usty   | Wille Turunen     | Assistant Coach | 2019-08-12    | 2020-05-05    | không         | không         |
| Vương quốc Liên hiệp Anh và Bắc Ireland | Ferral   | Daniel Rotheram   | Inactive        | 2019-06-03    | 2020-05-05    | Nghỉ hưu      | Nghỉ hưu      |

#### Các game thủ từng thi đấu
| Nat.                                    | ID      | Tên            | Vai trò      | Ngày tham gia | Ngày rời team | Team mới      | Team hiện tại   |
| --------------------------------------- | ------- | -------------- | ------------ | ------------- | ------------- | ------------- | --------------- |
| Vương quốc Liên hiệp Anh và Bắc Ireland | Lacky   | Ryan Stapley   | Support      | 2018-08-01    | 2019-02-28    | T3H Esports   | Không hoạt động |
| Vương quốc Liên hiệp Anh và Bắc Ireland | Plebma  | Jack Bentley   | Substitute   | 2019-02-20    | 2019-05-29    | Wind and Rain | Nghỉ hưu        |
| Pháp                                    | sTiZze  | David de Fidel | Flex         | 2018-08-01    | 2019-06-03    | Nghỉ hưu      | Nghỉ hưu        |
| Pháp                                    | Elemzje | Bryan Tebessi  | Flex Fragger | 2018-08-01    | 2020 / 02-05  | BDS Esport    | BDS Esport      |

### Thành tích đáng chú ý
| Giải đấu                                | Ngày         | Vị trí                        | Hạng         | Giải thưởng  |
| Đội hình Đức                            | Đội hình Đức | Đội hình Đức                  | Đội hình Đức | Đội hình Đức |
| --------------------------------------- | ------------ | ----------------------------- | ------------ | ------------ |
| European Open Clash                     | 2020-06-07   | Châu Âu                       | 9-16         | $ 0          |
| European League Season 1 - Stage 1      | 2020-07-20   | Châu Âu                       | 9            | $ 0          |
| Đội hình trước đó                       |              |                               |              |              |
| Six Major Paris 2018                    | 2018-08-18   | Paris, Pháp                   | 3-4th        | $25,000      |
| Dreamhack Valencia 2018                 | 2018-09-08   | Valencia, Tây Ban Nha         | 5-8          | $ 1.000      |
| Pro League Season 8 EU                  | 2018-10-25   | Châu Âu                       | 3rd          | $ 6.000      |
| ESL Premiership Winter 2018 Group Stage | 2018-11-14   | Vương quốc Anh và Ireland     | 1            | Chung kết    |
| ESL Premiership Winter 2018 Finals      | 2018-12-06   | Hà Nội, Vương quốc Anh        | 1            | $ 6.000      |
| ESL Premiership Spring 2019 Group Stage | 2019/03/2016 | Vương quốc Anh và Ireland     | 1            | Chung kết    |
| ESL Premiership Spring 2019 Finals      | 2019 / 03-30 | Manchester, Vương quốc Anh    | 2            | $ 2,609      |
| Pro League Season 9 EU                  | 2019-04-26   | Châu Âu                       | 7            | $ 3.000      |
| Allied Esports Vegas Minor              | 2019-06-09   | Las Vegas, Nevada, Hoa Kỳ     | 1            | $30,000      |
| ESL Premiership Summer 2019 Group Stage | 2019-07-04   | Vương quốc Anh và Ireland     | 2            | Chung kết    |
| ESL Premiership Summer 2019 Finals      | 2019-07-27   | Leicecester, Vương quốc Anh   |              | 2.476 đô la  |
| Six Major Raleigh 2019                  | 2019-08-17   | Raleigh, Bắc Carolina, Hoa Kỳ | 3-4          | $40,000      |
| Challenger League Season 10 EU          | 2019-10-28   | Châu Âu                       | 3            | $ 3.500      |
| OGA Pit Minor                           | 2019-12-08   | Split, Croatia                | 5-8          | $4,000       |
| Challenger League Season 11 EU          | 2020-05-01   | Châu Âu                       | 5            | $ 1,750      |

## Age of Empires 2
| ID        | Tên             | Ngày gia nhập |
| --------- | --------------- | ------------- |
| TheViper  | Ørjan Larsen    | 2018/07/14    |
| TaToH     | Roberto Jiménez | 2018/07/14    |
| JorDan_23 | Marco Bloch     | 2018/07/14    |
| slam      | Chris Gregson   | 2018/07/14    |
| DauT      | Darko Dautovic  | 2018/07/14    |
| Nili_AoE  | Sven Reichardt  | 2019-11-03    |

## Đội hình khác

### Super Smash Bros. Melee
| ID          | Tên        | Nhân vật | Ngày tham gia |
| ----------- | ---------- | -------- | ------------- |
| Silent Wolf | Otto Bisno | Fox      | 2016-04-03    |

### PUBG Mobile
| ID       | Tên thật         | Quốc tịch |
| -------- | ---------------- | --------- |
| BreaK    | Ngô Ngọc Hải     | Việt Nam  |
| JikeyMFM | Lê Quốc Khánh    | Việt Nam  |
| SoazUwU  | Nguyễn Việt Quân | Việt Nam  |
| TrangXIX | Trần Tuấn Dương  | Việt Nam  |
| MaxLV    | Nguyễn Văn Thuận | Việt Nam  |

### Fighting games
| Thời gian | Giải đấu             | Trò chơi                    | Quốc gia | Hạng | Người chơi              |
| --------- | -------------------- | --------------------------- | -------- | ---- | ----------------------- |
| 2016      | EVO 2016             | Tekken 7: Fated Retribution | Hoa Kỳ   | 3    | Chung-gon "Poongko" Lee |
| 2016      | Japan Cup 2016       | Street Fighter V            | Nhật Bản | 2    | Chung-gon "Poongko" Lee |
| 2016      | SoCal Regionals 2016 | Tekken 7: Fated Retribution | Hoa Kỳ   | 1    | Chung-gon "Poongko" Lee |

### Counter Strike: Global Offensive
Vào ngày 25 tháng 11, Team Secret đã mua lại đội m1x, team từng thi đấu với Astralis và Ninjas In Pyjama và đã đánh bại Mouseports để dành vé tham gia ECS 
| ID          | Tên            | Vai trò        |
| ----------- | -------------- | -------------- |
| juanflatroo | Flatron Halimi | Entry          |
| tudsoN      | Filip Tudev    | Support        |
| PERCY       | Martin Wessel  | IGL            |
| sinnopsyy   | Dionis Budeci  | Rot            |
| anarkez     | Guy Trachtman  | In Game Leader |